# Kei (lud)
Kei, także Kai (umag Evav) – indonezyjska grupa etniczna zamieszkująca wyspy Kei (Kai) w prowincji Moluki. Ich populacja wynosi 180 tys. osób. Są blisko spokrewnieni z ludnością Tanimbar. 
Posługują się językiem kei z wielkiej rodziny austronezyjskiej. Pozostałe języki wysp Kei to banda i teor-kur. W użyciu jest także narodowy język indonezyjski. W komunikacji międzygrupowej jest wykorzystywany lokalny malajski, bliski odmianie wyspy Ambon.
Tradycyjnie zajmują się ręczną uprawą roli (ignamy, bataty, taro), rybołówstwem i leśnictwem. Rozwinęli rzemiosło: tkactwo, garncarstwo, kowalstwo, rzeźbę w drewnie. Współcześnie wyznają islam w odmianie sunnickiej bądź chrześcijaństwo; ich wierzenia tradycyjne obejmują politeizm i kult przodków.
Sami określają się jako umag Evav, czyli „ludność Evav”. Nazwa evav określa również ich język.